# Блэкмон, Джулиан
Джулиан Блэкмон (англ. Julian Blackmon, 24 августа 1998, Лейтон, Юта) — профессиональный американский футболист, сэйфти клуба НФЛ «Индианаполис Колтс». На студенческом уровне выступал за команду университета Юты. На драфте 2020 года был выбран в третьем раунде.

## Биография
Джулиан Блэкмон родился 24 августа 1998 года в Лейтоне в штате Юта. У него самоанские корни. Во время учёбы в старшей школе Лейтона он играл за футбольную команду на позициях корнербека и принимающего. Дважды его включали в сборную звёзд региона. В составе школьной баскетбольной команды Блэкмон побеждал в чемпионате штата. После окончания школы он поступил в университет Юты.

### Любительская карьера
В футбольном турнире NCAA Блэкмон дебютировал в сезоне 2016 года, сыграв девять матчей в составе специальных команд. В четырёх играх он выходил на поле в защите. В 2017 году он стал стартовым корнербеком «Юты», приняв участие в тринадцати матчах, сделав четыре перехвата и сбив десять передач. По обоим показателям Блэкмон вошёл в десятку лучших в конференции Pac-12. В Даллас Боуле против «Западной Виргинии» он сделал два перехвата и был признан самым ценным игроком матча.
В сезоне 2018 года Блэкмон сыграл в стартовом составе «Юты» четырнадцать матчей, сбил десять передач и сделал один перехват. В 2019 году его перевели на позицию фри сэйфти, где он провёл двенадцать игр. С четырьмя перехватами он стал одним из лидеров конференции, был включён в сборную звёзд Pac-12. Издания Sports Illustrated, The Athletic и Pro Football Focus включили Блэкмона в состав сборной звёзд сезона NCAA. По итогам сезона он вошёл в число финалистов награды Полинезийскому игроку года. В декабре 2019 года он окончил университет, получив степень бакалавра в области социологии.

#### Статистика выступлений в NCAA
| Сезон | Команда | Игры | Захваты | Захваты | Захваты | Захваты | Захваты | Перехваты | Перехваты | Перехваты | Перехваты | Перехваты | Фамблы | Фамблы | Фамблы | Фамблы |
| Сезон | Команда | Игры | Solo    | Ast     | Tot     | Loss    | Sk      | Int       | Yds       | Y/R       | TD        | PD        | FR     | Yds    | TD     | FF     |
| ----- | ------- | ---- | ------- | ------- | ------- | ------- | ------- | --------- | --------- | --------- | --------- | --------- | ------ | ------ | ------ | ------ |
| 2016  | Юта Ютс | 9    | 1       | 1       | 2       | 0,0     | 0,0     | 0         | 0         | 0,0       | 0         | 0         | 0      | 0      | 0      | 0      |
| 2017  | Юта Ютс | 13   | 38      | 10      | 48      | 0,5     | 0,0     | 4         | 41        | 10,3      | 0         | 6         | 0      | 0      | 0      | 0      |
| 2018  | Юта Ютс | 14   | 38      | 10      | 48      | 4,0     | 0,0     | 1         | 27        | 27,0      | 1         | 10        | 0      | 0      | 0      | 0      |
| 2019  | Юта Ютс | 12   | 41      | 19      | 60      | 4,0     | 1,5     | 4         | 39        | 9,8       | 1         | 4         | 0      | 0      | 0      | 2      |
| Всего | Всего   | 48   | 118     | 40      | 158     | 8,5     | 1,5     | 9         | 107       | 11,9      | 2         | 20        | 0      | 0      | 0      | 2      |

### Профессиональная карьера
Перед драфтом НФЛ 2020 года аналитик сайта Bleacher Report Мэтт Миллер сильными сторонами Блэкмона называл большой опыт игры в защите хорошего уровня, универсальность, эффективность работы с мячом. Недостатками игрока он называл недостаток физической мощи для игры в плотном прикрытии, ошибки при захватах, слабое понимание зонной схемы защиты. В декабре 2019 года Блэкмон получил травму колена, из-за которой пропустил часть подготовки к драфту.
На драфте Блэкмон был выбран «Индианаполисом» в третьем раунде. Комментируя выбор, генеральный менеджер Крис Баллард заявил, что в офисе клуба знали о том, что игрок не сможет помочь команде в начале регулярного чемпионата, но способен сыграть важную роль в защите после восстановления. В июне 2020 года Блэкмон подписал четырёхлетний контракт новичка на общую сумму 4,6 млн долларов. После двух матчей регулярного чемпионата он стал игроком стартового состава «Колтс», заменив травмированного Малика Хукера. На позиции фри сэйфти Блэкмон провёл 869 снэпов, третий показатель в лиге для игроков этого амплуа, и не пропустил ни одного тачдауна. Из семнадцати передач, сделанных в его зону, успешными стали девять.

#### Статистика выступлений в НФЛ

##### Регулярный чемпионат
| Сезон | Команда            | Игры | Захваты | Захваты | Захваты | Захваты | Захваты | Перехваты | Перехваты | Перехваты | Перехваты | Перехваты | Фамблы | Фамблы | Фамблы | Фамблы |
| Сезон | Команда            | Игры | Solo    | Ast     | Tot     | Loss    | Sk      | Int       | Yds       | Y/R       | TD        | PD        | FR     | Yds    | TD     | FF     |
| ----- | ------------------ | ---- | ------- | ------- | ------- | ------- | ------- | --------- | --------- | --------- | --------- | --------- | ------ | ------ | ------ | ------ |
| 2020  | Индианаполис Колтс | 15   | 35      | 7       | 42      | 3       | 0,0     | 2         | 19        | 9,5       | 0         | 6         | 0      | 0      | 0      | 1      |
| 2021  | Индианаполис Колтс | 1    | 3       | 2       | 5       | 1       | 0,0     | 0         | 0         | 0,0       | 0         | 0         | 0      | 0      | 0      | 0      |
| Всего | Всего              | 16   | 38      | 9       | 47      | 4       | 0,0     | 2         | 19        | 9,5       | 0         | 6         | 0      | 0      | 0      | 1      |

* На 19 сентября 2021 года

##### Плей-офф
| Сезон | Команда            | Игры | Захваты | Захваты | Захваты | Захваты | Захваты | Перехваты | Перехваты | Перехваты | Перехваты | Перехваты | Фамблы | Фамблы | Фамблы | Фамблы |
| Сезон | Команда            | Игры | Solo    | Ast     | Tot     | Loss    | Sk      | Int       | Yds       | Y/R       | TD        | PD        | FR     | Yds    | TD     | FF     |
| ----- | ------------------ | ---- | ------- | ------- | ------- | ------- | ------- | --------- | --------- | --------- | --------- | --------- | ------ | ------ | ------ | ------ |
| 2020  | Индианаполис Колтс | 1    | 5       | 0       | 5       | 0       | 0,0     | 0         | 0         | 0,0       | 0         | 0         | 0      | 0      | 0      | 0      |
| Всего | Всего              | 1    | 5       | 0       | '5      | 0       | 0,0     | 0         | 0         | 0,0       | 0         | 0         | 0      | 0      | 0      | 0      |